# Danče Pohar
Danče Pohar (* 1944) ist ein slowenischer Badmintonspieler.

## Karriere
Danče Pohar gewann 1961 seinen ersten nationalen Titel in Slowenien. 17 weitere Meisterschaftsgewinne folgten bis 1969. 1968 nahm er an der Erstausgabe der Badminton-Europameisterschaften teil. 1970 siegte er bei den Slovenian International.

## Sportliche Erfolge
| Saison | Veranstaltung                    | Disziplin    | Platz | Name                        |
| ------ | -------------------------------- | ------------ | ----- | --------------------------- |
| 1961   | Slowenien: Einzelmeisterschaften | Herrendoppel | 1     | Danče Pohar / Jani Drinovec |
| 1962   | Slowenien: Einzelmeisterschaften | Herrendoppel | 1     | Danče Pohar / Jani Drinovec |
| 1962   | Slowenien: Einzelmeisterschaften | Mixed        | 1     | Danče Pohar / Mariča Amf    |
| 1963   | Slowenien: Einzelmeisterschaften | Herrendoppel | 1     | Danče Pohar / Jani Drinovec |
| 1963   | Slowenien: Einzelmeisterschaften | Mixed        | 1     | Danče Pohar / Mariča Amf    |
| 1964   | Slowenien: Einzelmeisterschaften | Herrendoppel | 1     | Danče Pohar / Tomaž Pavčič  |
| 1964   | Slowenien: Einzelmeisterschaften | Mixed        | 1     | Danče Pohar / Mariča Amf    |
| 1965   | Slowenien: Einzelmeisterschaften | Mixed        | 1     | Danče Pohar / Mariča Amf    |
| 1965   | Slowenien: Einzelmeisterschaften | Herrendoppel | 1     | Danče Pohar / Tomaž Pavčič  |
| 1965   | Slowenien: Einzelmeisterschaften | Herreneinzel | 1     | Danče Pohar                 |
| 1966   | Slowenien: Einzelmeisterschaften | Mixed        | 1     | Danče Pohar / Mariča Amf    |
| 1966   | Slowenien: Einzelmeisterschaften | Herreneinzel | 1     | Danče Pohar                 |
| 1967   | Slowenien: Einzelmeisterschaften | Herrendoppel | 1     | Danče Pohar / Tomaž Pavčič  |
| 1967   | Slowenien: Einzelmeisterschaften | Herreneinzel | 1     | Danče Pohar                 |
| 1968   | Slowenien: Einzelmeisterschaften | Herreneinzel | 1     | Danče Pohar                 |
| 1968   | Slowenien: Einzelmeisterschaften | Mixed        | 1     | Danče Pohar / Mariča Amf    |
| 1969   | Slowenien: Einzelmeisterschaften | Herrendoppel | 1     | Danče Pohar / Tomaž Pavčič  |
| 1969   | Slowenien: Einzelmeisterschaften | Herreneinzel | 1     | Danče Pohar                 |
| 1970   | Slovenian International          | Mixed        | 1     | Danče Pohar / Mariča Amf    |
| 1970   | Slovenian International          | Herreneinzel | 1     | Danče Pohar                 |